# Янковский, Николай Андреевич
Николай Андреевич Янковский (укр. Микола Янковський; род. 12 августа 1944, Покотилово, Кировоградская область) — советский и украинский промышленник, народный депутат Украины. Герой Украины (2003).
Доктор экономических наук, профессор. Почётный профессор УГХТУ.
1 ноября 2018 года включён в санкционный список России.

## Биография
Родился 12 августа 1944 года в с. Покотилово, Кировоградской области. Украинец.
Заочно окончил Днепропетровский химико-технологический институт (1963—1969), инженер-химик-технолог.
С декабря 1982 года директор, а с 1984 года генеральный директор Днепродзержинского производственного объединения «Азот».
В 1986—1987 годах заместитель директора Первомайского машиностроительного завода.
С 1987 года главный инженер, а с 1988 года — генеральный директор Горловского ПО «Стирол». После образования в 1995 году АО «Концерн „Стирол“», был избран его президентом и главой правления. С 1998 года — почётный председатель правления, с 2008 года — почётный председатель наблюдательного совета ОАО «Концерн „Стирол“».
С 1999 года заведующий кафедрой «Новейшие технологии в менеджменте» Донецкого государственного университета управления.
Автор монографий: «Модель внешнеэкономической деятельности предприятий химической промышленности» (1997), «Прогнозирование развития крупного производственного комплекса: теория и практика» (1999), «Повышение эффективности внешнеэкономической деятельности крупного производственного комплекса» (2000).

### Общественная деятельность
Занимался общественной деятельностью.
В 1994—1998 годах депутат Донецкого облсовета.
Активно поддерживал образование в г. Горловка. Выделял средства на закупку учебных материалов, ремонт помещений в образовательных заведениях г. Горловки. В 1990-х одним из первых предпринимателей на Украине обеспечил компьютерами учебные заведения г. Горловки.
Член Академии экономических наук Украины и Академии Инженерных наук Украины.
На выборах-1998 был избран народным депутатом Верховной рады Украины III созыва по одномандатному избирательному округу в Донецкой области (получил 44,9 % голосов).
В прошлом член Партии регионов.
На выборах-2002 был избран народным депутатом Верховной рады Украины IV созыва по одномандатному избирательному округу в Донецкой области (выдвигался от избирательного блока «За единую Украину!», получил 34,45 % голосов).
На выборах-2006 был избран народным депутатом Верховной рады Украины V созыва (шёл № 17 в списке Партии регионов).
На выборах-2007 был избран народным депутатом Верховной рады Украины VI созыва (шёл № 15 в списке Партии регионов).
В прошлом Народный депутат Верховной рады Украины 4-х созывов с 1998 г. по 2012 г.

### Семья
- Жена — Галина Николаевна (род. 1949).
- Дети — две дочери Ирина (род. 1967) и Татьяна (род. 1973); сын Игорь (род. 1974).

## Награды и заслуги
- Герой Украины (с вручением Ордена Державы 22.05. 2003 — за выдающиеся личные заслуги перед Украинским государством в развитии химической промышленности, выпуск конкурентоспособной отечественной продукции).
- «Инвестгазета» и «ТОП-100» признали Николая Янковского лучшим топ-менеджером Украины по итогам 2006 года.[3]
- Награждён орденом «Знак Почёта» (1979), орденом УПЦ — преподобного Нестора Летописца I степени (2008).
- Почётный знак отличия Президента Украины (1994).[4]
- Орден князя Ярослава Мудрого V степени (2012).[5]